# Expedición china al Tíbet (1720)
La expedición china al Tíbet en 1720 fue una expedición emprendida por el emperador manchú Kangxi, segundo al mando de la dinastía Qing, que escoltó a Kelzang Gyatso, el séptimo Dalai Lama, desde el monasterio de Kumbum, en Amdo, hasta Lhasa, y expulsó a los zúngaros que habían puesto fin a la influencia de los mongoles hošuud. Terminó con la toma de Lhasa el 24 de septiembre de 1720, la entronización del séptimo Dalai Lama el 16 de octubre del mismo año y el establecimiento de una guarnición y comisionado imperial o amban hasta 1912, cuando terminó la dinastía Qing.

## Contexto
Llamados por los tibetanos, los zúngaros del Kanato de Zungaria derrotaron a Lkhazan Khan, nieto de Güshi Khan, quien había matado a Sangyé Gyatso, el regente del Tíbet, y proclamaron a Tsangyang Gyatso, el sexto dalai-lama, como usurpador, reemplazándolo con Yeshe Gyatso. Pero una vez en Lhasa, los zúngaros encarcelaron a Yeshe Gyatso, lo que causó a la intervención militar principal china de 1720.
La historiadora japonesa Yumiko Ishihama, basada en pruebas de fuentes manchúes, sostiene que el principal motivo de la intervención del emperador Kangxi en el Tíbet a principios del siglo XVIII, fue proteger las enseñanzas budistas. Según ella, la fe religiosa expresada por el emperador de China desempeñó un papel crucial en su aceptación por parte de los tibetanos.

## Desarrollo
En octubre de 1720, el ejército imperial manchú expulsó a los zúngaros de Lhasa. Detuvo y ejecutó a los principales dignatarios tibetanos que habían apoyado a los zúngaros, incluido el regente Tagtsepa, y establecieron al séptimo Dalai Lama, Kelzang Gyatso, que hasta entonces había estado recluido bajo protección Qing en el monasterio de Kumbum. Los Qing decidieron establecer una especie de protectorado más o menos amplio sobre el Tíbet para garantizar que sus intereses dinásticos prevalecieran. Protegerían a los tibetanos de los conflictos con los países vecinos, así como entre ellos mismos, y permitirán a sus líderes gobernar el Tíbet de una manera que no fuera hostil a los intereses de los Qing.
El cargo de regente fue sustituido por un gabinete de ministros ("kalön") tomado de entre los partidarios de Lhazang Khan y presidido por uno de ellos, Khangchennas (o Khangchenné).
En Lhasa, cuyas murallas habían sido demolidas, las tropas estaban integradas por 2000 soldados en el otoño de 1720, y la carretera entre Ta-chien-lu (o Larégo) y Lhasa estaba protegida por destacamentos estacionados en Litang, Batang, Chamdo, además de Ta-chien-lu. También se tomaron medidas para garantizar que la guarnición de Lhasa pudiera recibir rápidamente refuerzos.
En 1723, el emperador Yongzheng, que sucedió a Kangsi, decidió retirar las tropas chinas de Lhasa para que no pesaran en la economía del Tíbet, privando así a los administradores tibetanos de cualquier ayuda militar.

## Consecuencias
Tras el aplastamiento de la rebelión del príncipe Lobsang Tendzin en Kokonor (moderna ciudad de Qinghai, incluida parte de Amdo), la dinastía Qing separó esta región del centro del Tíbet en 1724 y la puso bajo su autoridad, mientras que la región histórica de Kham oriental se incorporó a las provincias chinas vecinas en 1728. En 1727 se envió un comisario o amban (alto responsable) a Lhasa.